# Линтон, Уильям Ричардсон
Преподобный Уильям Ричардсон Линтон (англ. William Richardson Linton, Корпус-Кристи колледж, Master of Arts; 1850—1908) — английский ботаник и викарий прихода Ширли, графство Дербишир.
Линтон написал обширную книгу о флоре Дербишира, опубликованную в 1903 году. В 1969 году книга была обновлена А. Р. Клапхемом и опубликована Музеем и художественной галереей Дерби.

## Семья
Линтон женился на Алисе Ширли (дочери преподобного Уолтера Уоддингтона Ширли и Филиппы Фрэнсис Эмилии Найт Ширли) 26 января 1887 года, у них была одна дочь, Виола Марион Линтон.